# Мирценаль
Мирценаль (1-метил-4-(4-метил-3-пентенил)-3-циклогексен-1-карбальдегид) — альдегид, относящийся к терпеноидам.

## Свойства
Мирценаль — бесцветная вязкая жидкость с сильным цветочным запахом. Растворим в этаноле и эфирных маслах. Практически не растворяется в воде.

## Способы получения
Мирценаль получают искусственным путём методом диенового синтеза из мирцена и метилакролеина.

## Применение
Мирценаль применяют как компонент парфюмерных композиций и как отдушку для мыла; как исходный реагент для получения дигидромирценаля.